# Rajdowe Samochodowe Mistrzostwa Polski 1993
Ten artykuł dotyczy sezonu 1993 Rajdowych Samochodowych Mistrzostw Polski.

## Kalendarz
| Runda | Data          | Rajd                                 | Baza     | Nawierzchnia  | Dod. kat. |        |
| ----- | ------------- | ------------------------------------ | -------- | ------------- | --------- | ------ |
| 1     | 19.02 - 20.02 | 9. Zimowy Rajd Dolnośląski           | Kłodzko  | asfalt/śnieg  |           | Wyniki |
| 2     | 23.04 - 24.04 | 18. Międzynarodowy Rajd Krakowski    | Kraków   | asfalt/szuter |           | Wyniki |
| 3     | 14.05 - 15.05 | 21. Rajd Elmot                       | Świdnica | asfalt        |           | Wyniki |
| 4     | 10.06 - 12.06 | 50. Rajd Polski                      | Wrocław  | asfalt        | ERC 20    | Wyniki |
| 5     | 26.06 - 27.06 | 24. Rajd Festiwalu Polskiej Piosenki | Opole    | asfalt        |           | Wyniki |
| 6     | 24.09 - 25.09 | 41. Rajd Wisły                       | Szczyrk  | asfalt        | ERT       | Wyniki |
| 7     | 22.10 - 23.10 | 13. Rajd Karkonoski                  | Karpacz  | asfalt/szuter |           | Wyniki |

## Przed sezonem
Po bardzo dobrym występie podczas Rajdu Karkonoskiego kibice liczyli na wyrównaną walkę kierowców zespołu Toyota Motor Poland - Pawła Przybylskiego i Marka Gieruszczaka z Marianem Bublewiczem. Olsztynianinowi na sezon 1993 RAS Sport przygotowywał Forda Escorta RS Cosworth, warszawianin i jeleniogórzanin korzystali z fabrycznie przygotowanych, ale mających za sobą już 3 sezony bez modernizacji samochodów Toyota Celica GT4 ST165. Dysponujący słabszym Volkswagenem Golfem Andrzej Koper zszedł na drugi plan.
W grupie N kierujący Nissanem Sunny Robert Herba zamierzał obronić tytuł mistrzowski. Najgroźniejszym rywalem wydawał się być Wiesław Stec na Mitsubishi Galancie VR4, na dobry wynik miał szansę również Krzysztof Hołowczyc - trzeci kierowca ekipy Toyota Motor Poland.

## Przebieg sezonu[1]

### 9. Zimowy Rajd Dolnośląski

#### Początek rywalizacji
RAS Sport nie zdążył skompletować Bublewiczowi Escorta. W ramach opóźnienia do Kłodzka przywieziony został Ford Sierra Cosworth 4x4, którym w poprzednim roku ścigał się Patrick Snijers. Już na super OS-ie ma ulicach Kłodzka było widać, że olsztynianinowi nie najlepiej ten samochód się prowadzi. Spowodowane to było m.in. faktem, że rozkład napędu belgijskiej Sierry wynosił 50:50, a Bublewicz przyzwyczaił się do samochodu z napędem bardziej na tylnych kołach (33:67).
Warunki drogowe przypominały Rajd Szwecji. Część kierowców nie była na to przygotowana (Wiesław Stec jechał na oponach przeznaczonych na lód, Andrzej Koper w ogóle nie wyposażył się w opony zimowe i wycofał się z rajdu)
Kluczowym momentem jak się później okazało był odcinek przebiegający przez miejscowość Spalona. Prowadzący po dwóch próbach Bublewicz popełnił tam błąd, skutkiem czego samochód obrócił się wokół własnej osi. Prowadzenie w rajdzie przejął Paweł Przybylski. Bublewicz na kolejnej próbie odzyskał pozycję lidera, ale miał tylko sekundę przewagi.

#### OS-5 Orłowiec - Złoty Stok
Dwa kilometry po starcie samochód Bublewicza na wyjściu z prawego zakrętu wbił się w samotne drzewo stojące po lewej stronie drogi. Jadący za nim Herba - jak później sam przyznał - spanikował na ten widok, niemniej załoga Nissana sprawdziła, czy nie ma zagrożenia pożarowego, po czym ruszyła do najbliższego punktu SOS, by poinformować o wypadku. Jednak zanim informacja dotarła do kierownika OS-u, na trasę ruszył już Marek Gieruszczak.
Próba została zatrzymana. Pozostali zawodnicy mieli wolny przejazd, natomiast służby ratownicze zaczęły zjeżdżać się w miejsce wypadku. Pierwsza przybyła załoga pogotowia ratunkowego, następnie wóz strażacki, jednak bez specjalistycznego sprzętu. Pojazd ratowniczy z nożycami do blachy został bowiem w Kłodzku i jego dojazd na miejsce wypadku w krótkim czasie nie był możliwy. Zatem kierowcę próbowano uwolnić tym, co było pod ręką - najpierw wypchnięto wrak Forda Sierry z drzewa, następnie cięto blachę siekierami i odginano kluczem do hydrantów. W końcu, po ponad 40 minutach Bublewicz został uwolniony i przewieziony do szpitala w Lądku - Zdroju.

#### Dalsza część rajdu
W trakcie gdy w Lądku - Zdroju trwała walka o życie Mariana Bublewicza, zawodnicy walczyli na pozostałych 6 OS-ach. Pozbawieni największego rywala kierowcy Toyoty bez większych kłopotów zajęli dwa pierwsze miejsca - wygrał Przybylski, drugi był Gieruszczak. Na trzecim miejscu zameldował się Romuald Chałas za kierownicą Mazdy 323.
Zwycięzca nie dostał szampana na mecie. W międzyczasie bowiem dotarła informacja, że Marian Bublewicz zmarł. Paweł Przybylski na rampie w Kłodzku nawet nie wysiadł z samochodu.
W grupie N zwyciężył startujący z polską licencją Fredrik Donner na Subaru Legacy przed Robertem Herbą i Grzegorzem Skibą w Lancii.

#### Klasyfikacja generalna[3]
1. Paweł Przybylski/Krzysztof Gęborys (Toyota Celica GT4)
2. Marek Gieruszczak/Marek Skrobot (Toyota Celica GT4)
3. Romuald Chałas/Zbigniew Atłowski (Mazda 323 4WD)
4. Fredrik Donner (SF)/Julian Obrocki (/N/Subaru Legacy RS)
5. Robert Herba/Artur Skorupa (/N/Nissan Sunny GTi-R)
6. Waldemar Doskocz/Katarzyna Misky (/F-2/Peugeot 309 GTi 16V)
7. Robert Kępka/Andrzej Górski (/F-2/Peugeot 309 GTi 16V)
8. Lesław Orski/Tomasz Chmiel(/F-2/Volkswagen Golf GTi 16V)
9. Grzegorz Skiba/Igor Bielecki (/N/Lancia Delta Integrale 16V)
10. Zenon Sawicki/Grzegorz Smoleń (/N/Ford Sierra Cosworth 4X4)

### 18. Rajd Krakowski

#### Etap 1 (dzienny)
Po tragicznym Rajdzie Zimowym w hołdzie Marianowi Bublewiczowi nie używano do końca sezonu numeru 1. Wiadomo było, że w tej sytuacji tytuł Mistrza Polski przypadnie któremuś z kierowców teamu Toyota Motor Poland, gdyż żaden inny nie miał samochodu, który mógłby przeciwstawić się fabrycznym Celicom. Paweł Przybylski za dnia mocno odjechał Gieruszczakowi, reszta stawki walczyła o trzecie miejsce. Ciekawa rywalizacja miała miejsce w grupie N, gdyż nie dość, że w pojedynek Herba - Stec wmieszał się Donner, to jeszcze został wystawiony drugi Nissan, za kierownicą którego zasiadł Piotr Kufrej. Od początku najlepiej w N-ce szło Stecowi, jadący zaś treningówką Herba tracił dystans, a w końcu po awarii wycofał się z rajdu.
W tym rajdzie zadebiutował też kolejny "fabryczny" zespół- Renault Elf Polska. Planowano zaangażować dwóch kierowców - Andrzeja Kopera i Bogdana Herinka, ale kłopoty z homologacją modelu Williams (które zniechęciły byłego czterokrotnego Mistrza Polski) spowodowały, że zespół wystawił tylko jeden samochód - Renault Clio S16, za kierownicą którego wystartował Herink. W tym rajdzie nowe Clio jednak jeszcze przegrało z Golfem Lesława Orskiego.

#### Etap 2 (nocny) i problemy z kibicami
Zmorą Rajdu Krakowskiego są pijani kibice. Edycja 1993 nie była wyjątkiem. Takie osoby są niebezpieczne nawet za dnia i przez nich odwoływane są odcinki specjalne. Tym razem ze względu na łatwość dostępu do alkoholu kibice wyszli pijani także na etap nocny. Doszło do bójki. Organizatorzy widząc, co się dzieje, aby nie narażać na niebezpieczeństwo zawodników jak i samych kibiców po pierwszej nocnej pętli zatrzymali rajd. Drugie zwycięstwo w sezonie odniósł Paweł Przybylski, Toyota Motor Poland zaś miała drugi z rzędu dublet (na drugiej pozycji dotarł Marek Gieruszczak). Trzecie miejsce i jednocześnie pierwsze w grupie N zajął Wiesław Stec, choć gdyby nie przerwanie rajdu, Piotr Kufrej miał szansę dogonić kierowcę z Urzędowa. Trzeci w grupie N był Krzysztof Hołowczyc.

#### Klasyfikacja generalna[3]
1. Paweł Przybylski/Krzysztof Gęborys (Toyota Celica GT4)
2. Marek Gieruszczak/Marek Skrobot (Toyota Celica GT4)
3. Wiesław Stec/Maciej Maciejewski (/N/Mitsubishi Galant VR4)
4. Piotr Kufrej/Maciej Hołuj (/N/Nissan Sunny GTi-R)
5. Romuald Chałas/Zbigniew Atłowski (Mazda 323 4WD)
6. Krzysztof Hołowczyc/Robert Burchard (/N/Toyota Celica GT4)
7. Lesław Orski/Tomasz Chmiel (/F-2/Volkswagen Golf GTi 16V)
8. Bogdan Herink/Barbara Stępkowska (/F-2/Renault Clio S16)
9. Grzegorz Skiba/Igor Bielecki	(/N/Lancia Delta Integrale 16V)
10. Dariusz Wirkijowski/Marcin Augustyn (/N/F-2/Opel Kadett GSi 16V)

### 21. Rajd Elmot
Warunki na tym rajdzie płatały różne figle kierowcom. Szansę na zwycięstwo miał Marek Gieruszczak, tym bardziej że na jednym z odcinków Pawła Przybylskiego na starcie zaskoczyła ulewa (jak się później okazało, takie sytuacje często przytrafiały się warszawianinowi). Kierowca z Jeleniej Góry jednak urwał koło i nie dotarł do mety. Prowadzenie objął Piotr Kufrej, ale szybko jadący Przybylski na fabrycznym samochodzie nie dał szans kierowcy Nissana. Robert Herba startował tym razem mocniejszym samochodem niż na Krakowskim, choć nie obyło się bez problemów - na jednej z hop miał kłopoty z opanowaniem swojego Nissana po lądowaniu.
Przybylski wygrał trzeci rajd z rzędu, drugi tym razem był Piotr Kufrej (jednocześnie wygrywając walkę w grupie N), na trzecim miejscu metę osiągnął Robert Herba.

#### Klasyfikacja generalna[3]
1. Paweł Przybylski/ Krzysztof Gęborys (Toyota Celica GT4)
2. Piotr Kufrej/Maciej Hołuj (/N/Nissan Sunny Gti-R)
3. Robert Herba/Artur Skorupa (/N/Nissan Sunny Gti-R)
4. Romuald Chałas/Zbigniew Atłowski (Mazda 323 4WD)
5. Wiesław Stec/Maciej Maciejewski (/N/Mitsubishi Galant VR4)
6. Krzysztof Hołowczyc/Maciej Wisławski (/N/Toyota Celica GT4)
7.Bogdan Herink/Barbara Stępkowska (/F-2/Renault Clio 16S)
8.Saulius Girdauskas (LT)/Zilvinas Sakalauskas (LT) (/F-2/Lada Samara 1600)
9.Zenon Sawicki/Daruisz Dekuczyński (/N/Ford Sierra Cosworth 4x4)
10. Cezary Fuchs/Mirosław Skrobotowicz (/N/Ford Sierra Cosworth 4x4)

### 50. Rajd Polski
Podczas tego rajdu dominujący w Polsce kierowcy zespołu Toyota Motor Poland mogli zmierzyć się z europejską czołówką.

#### Wzgórze Andersa
Widowiskowy super - OS przy Wzgórzu Andersa we Wrocławiu dał kibicom szansę na obejrzenie w akcji kierowców z europejskiej i krajowej czołówki w komfortowych warunkach, bez przyjeżdżania we wczesnych godzinach porannych na ciekawsze zakręty. Dużą sensację sprawił Paweł Przybylski, który wygrał tę próbę ex aequo z dysponującym o wiele nowszym sprzętem Patrickiem Snijersem.

#### Dalsza część rajdu
Później jednak nie było już tak różowo. Przybylski i Gieruszczak trzymali się w czołówce, ale zagraniczni kierowcy, dysponujący nowszym sprzętem, byli wyraźnie szybsi. Fabrycznie przygotowane, ale stare Toyoty ustępowały nowszym Fordom Escortom i Lanciom Deltom zwanym "Super Deltami". Polakom pomagał pech rywali i ostatecznie Przybylski powtórzył wynik Mariana Bublewicza z poprzedniego roku (był trzeci), a Marek Gieruszczak uplasował się tuż za nim. Wygrał belg Robert Droogmans na Fordzie Escorcie przed Pierre - Cesarem Baronim w Lancii. W klasyfikacji RSMP to było czwarte z rzędu zwycięstwo Przybylskiego i trzeci dublet dla Toyota Motor Poland.
Dużo działo się w grupie N. Polska trójka - Wiesław Stec, Robert Herba i Piotr Kufrej chcieli udowodnić, że nie są gorsi od europejskiej czołówki. Nicolas Min okazał się jednak zbyt dużym wyzwaniem. Brawurowo jeżdżący kierowcy Nissanów byli bliscy jego pokonania, ale Kufrej już pierwszego dnia z powodu źle podłączonego przewodu hamulca dachował i mimo że dotoczył się do mety etapu, to nie pojechał dalej. Min i Stec zajmowali dwa pierwsze miejsca, Herba do pewnego momentu był trzeci, ale wypadł z trasy i ostatecznie dotarł do mety jako 16. i 7. w RSMP.
Kategorię F-2 wygrał Rosjanin Evgeni Wasin na Oplu Corsie, wśród kierowców z polskimi licencjami nieoczekiwanie najlepiej poszło Litwinowi Sauliusowi Girdauskasowi za kierownicą Łady Samary 1600. Kierowcy w mocniejszych samochodach - Bogdan Herink, Lesław Orski i Waldemar Doskocz pojechali słabiej, a Herink nawet nie osiągnął mety.

#### Klasyfikacje[3]

##### Klasyfikacja generalna
1. Robert Droogmans (B)/Rony Joosten (B) (Ford Escort RS Cosworth)
2. Pierre - Cesar Baroni (F)/Denis Giraduet (F) (Lancia Delta Integrale Evoluzione)
3. Paweł Przybylski/Krzysztof Gęborys (Toyota Celica GT4)
4. Marek Gieruszczak/Marek Skrobot (Toyota Celica GT4)
5. Nicolas Min (B)/Joseph Lambert (B) (/N/Mitsubishi Galant VR4)
6. Wiesław Stec/Maciej Maciejewski (/N/Mitsubishi Galant VR4)
7. Evgeni Wasin (RUS)/Evgeni Kalatchev (RUS) (/F-2/Opel Corsa GSi)
8. Kurt Götlicher (A)/Werner Jahrbacher (A) (/N/Ford Sierra Cosworth 4x4)
9. Saulius Girdauskas (LT)/Zilvinas Sakalauskas (LT) (/F-2/Łada Samara 1600)
10. Aurelijus Simaska (LT)/Raimondas Bachiliunas (LT) (/N/Nissan Sunny GTi-R)

##### Klasyfikacja RSMP
1. Paweł Przybylski/Krzysztof Gęborys (Toyota Celica GT4)
2. Marek Gieruszczak/Marek Skrobot (Toyota Celica GT4)
3. Wiesław Stec/Maciej Maciejewski (/N/Mitsubishi Galant VR4)
4. Saulius Girdauskas (LT)/Zilvinas Sakalauskas (LT) (/F-2/Łada Samara 1600)
5. Krzysztof Hołowczyc/Robert Burchard (/N/Toyota Celica GT4)
6. Dariusz Wirkijowski/Marcin Augustyn (/N/F-2/Opel Kadett GSi 16V)
7. Robert Herba/Artur Skorupa (/N/Nissan Sunny GTi-R)
8. Waldemar Doskocz/Jarosław Baran (/F-2/Peugeot 309 GTi 16V)
9. Zenon Sawicki/Dariusz Dekuczyński (/N/Ford Sierra Cosworth 4x4)
10. Grzegorz Skiba/Igor Bielecki (/N/Lancia Delta Integrale 16V)

### 34. Rajd Festiwalu Piosenki Polskiej

#### Zamieszanie przed startem
Automobilklub Opolski w tamtym czasie wytyczał zdecydowanie zbyt szybkie trasy. Nie zmienił tego nawet tragiczny wypadek Dariusza Wirkijowskiego, w wyniku którego zginął jego pilot (stało się to w 1991 roku). Kierowcy więc postulowali o utrudnienie kilku zbyt szybkich prób pierwszego etapu oraz odwołanie dwóch ostatnich OS-ów drugiego dnia rajdu. Skończyło się to całkowitym odwołaniem etapu szutrowego, skutkiem czego kierowcy mieli przed sobą tylko jeden dzień rywalizacji.

#### Jednodniowa impreza
Toyota Motor Poland wobec braku realnej konkurencji do tego rajdu w A-grupowej Celice wystawiła jedynie Marka Gieruszczaka. Ten nie miał żadnego problemu z wygraniem tej nadal zbyt szybkiej imprezie. Robert Herba w N-grupowym Nissanie nie miał żadnych szans na walkę z fabryczną Toyotą, ale wygrał grupę N. Po raz drugi w tym sezonie na podium zmieścił się Romuald Chałas, choć jego Mazda 323 4WD była już mocno przestarzała. Niewiele stracił do niego Piotr Kufrej, a piątkę uzupełnił Bogdan Herink.

#### Klasyfikacja generalna[3]
1. Marek Gieruszczak/Marek Skrobot (Toyota Celica GT4)
2. Robert Herba/Artur Skorupa (/N/Nissan Sunny GTi-R)
3. Romuald Chałas/Zbigniew Atłowski (Mazda 323 4WD)
4. Piotr Kufrej (/N/Nissan Sunny GTi-R)
5. Bogdan Herink/Barbara Stępkowska (/F-2/Renault Clio 16S)
6. Wiesław Stec/Jerzy Bigos (/N/Mitsubishi Glalnt VR4)
7. Krzysztof Hołowczyc/Robert Burchard (/N/Toyota Celica GT4)
8. Saulius Girdauskas (LT)/Zilvinas Sakalauskas (LT)(/F-2/Lada Samara 1600)
9. Waldemar Doskocz/Jarosław Baran (/F-2/Peugeot 309 GTi 16V)
10. Marek Sadowski/Jakub Mroczkowski (/N/Lancia Delta Integrale 16V)

### 41. Rajd Wisły

#### Pech Toyoty
Ekipa Toyota Motor Poland zjawiła się w komplecie. Ten rajd mógł zapewnić kierowcom tego zespołu dwa pierwsze miejsca w generalce mistrzostw, choć poprzedniego roku żadna nie dotarła do mety, gdyż nie udało się wyjechać z parku zamkniętego na drugi etap. W sezonie 1993 zaczęło się jeszcze gorzej - Paweł Przybylski już pierwszego dnia miał awarię turbosprężarki, stracił na pechowym odcinku ponad dwie minuty. Uszkodzony podzespół udało się wymienić, ale warszawianin z ledwością zmieścił się w limicie spóźnień. Pierwszy etap skończył na 20. pozycji. Prowadzenie w tej sytuacji objął Marek Gieruszczak. Jednak na 14. próbie i on miał pecha - na jak sam przyznał nieistotnym zakręcie pokonywanym na pierwszym biegu wpadł do rowu i już z niego nie wyjechał.
Na tej samej próbie, co miał pecha Przybylski, z rajdu odpadł Romuald Chałas. W jego Maździe po skoku urwało się koło razem z piastą, co znaczyło koniec ścigania.
W tej sytuacji walkę o najwyższe laury drugi rok z rzędu stoczyli kierowcy grupy N. Robert Herba i Piotr Kufrej jechali dosłownie łeb w łeb, Wiesław Stec na stosunkowo dużym Galancie mocno ustępował kierowcom Nissanów. Paweł Przybylski nie poddał się i nadrobił drugiego dnia bardzo dużo czasu. Ostatecznie do trzeciego Wiesława Steca stracił 33 sekundy (a przed startem drugiego etapu miał prawie 4 minuty straty do kierowcy Mitsubishi). Czwarte miejsce jednak wystarczyło do zdobycia już w Wiśle tytułu Mistrza Polski. Marek Gieruszczak nie kończąc rajdu musiał poczekać na zapewnienie sobie drugiej pozycji do Rajdu Karkonoskiego.
Na mecie obu kierowców Nissana dzieliła tylko jedna sekunda. Wygrał drugi raz z rzędu Robert Herba, za nim uplasował się Piotr Kufrej. Wiesław Stec stracił do nich ponad półtorej minuty.
Samochód grupy N wygrał też w klasyfikacji F-2. W tej kategorii najlepiej poszło Dariuszowi Wirkijowskiemu.

#### Klasyfikacja RSMP[3][5]
1. Robert Herba/Artur Skorupa (/N/Nissan Sunny GTi-R)
2. Piotr Kufrej/Maciej Hołuj (/N/Nissan Sunny GTi-R)
3. Wiesław Stec/Jerzy Bigos (/N/Mitsubishi Galant VR4)
4. Paweł Przybylski/Krzysztof Gęborys (Toyota Celica GT4)
5. Andrzej Chojnacki/Piotr Namysłowski (/N/Ford Escort RS Cosworth)
6. Dariusz Wirkijowski/Marcin Augustyn (/N/F-2/Opel Kadett GSi 16V)
7. Waldemar Doskocz/Jarosław Baran (/F-2/Peugeot 309 GTi 16V)
8. Grzegorz Skiba/Igor Bielecki (/N/Lancia Delta Integrale 16V)
9. Paweł Noakowski/Horst Müller (D) (/N/F-2/Opel Kadett GSi 16V)
10. Piotr Świeboda/Malina Wiechowska (/F-2/Łada 2108 Samara)

### 13. Rajd Karkonoski

#### Etap 1 - asfalty i śnieg
Zespół Toyoty pomimo że Paweł Przybylski miał już pewny tytuł mistrzowski stawił się w komplecie w Jeleniej Górze. Markowi Gieruszczakowi przed własną publicznością nie wypadało nie pojechać dobrze, tym bardziej że walczył o drugie miejsce w punktacji z Robertem Herbą. Ten ostatni miał już pewny tytuł w grupie N, ale mierzył w drugie z rzędu wicemistrzostwo w klasyfikacji generalnej.
Pierwszego dnia rajdu pogoda była w miarę stabilna, co nie znaczyło, że ścigano się po suchym. Padał deszcz, w wyższych partiach nawet śnieg. Toyoty były przygotowane na takie warunki, ale część kierowców próbowała jechać w czasami zimowych warunkach na zwykłych deszczówkach. Robert Herba nieprzygotowany na śnieg w miejscach, gdzie było biało, zakładał opony szutrowe i o dziwo wygrywał z Gieruszczakiem. Paweł Przybylski tymczasem od startu rządził i dzielił, wygrywając osiem z dziesięciu pierwszych prób. Jednak na starcie 11. odcinka zabrakło na starcie Toyoty z numerem 2. W rajdzie tymczasem prowadził Herba, Gieruszczak był dopiero czwarty ze stratą ponad trzech minut. Honoru Toyot bronił Krzysztof Hołowczyc.

#### Etap 2 - szuter
To były wówczas jedyne całkowicie szutrowe odcinki specjalne w RSMP. Marek Gieruszczak ruszył do ataku, wygrywając z Herbą kolejne odcinki z ogromnymi przewagami. Z trzech i pół minuty na początku etapu przed startem ostatniej pętli zrobiło się 28 sekund. Gdy zanosiło się na wspaniałą walkę o zwycięstwo, w samochodzie Herby zepsuła się skrzynia biegów. Kierowca Nissana odpadł z rajdu, tracąc szansę na wicemistrzostwo. Życiowe wyniki natomiast zrobili Krzysztof Hołowczyc (zwycięstwo w N-ce i drugie miejsce w klasyfikacji rajdu, dzięki czemu Toyota "ustrzeliła" czwarty w sezonie, choć nietypowy dublet) oraz Zenon Sawicki (który dojechał na trzecim miejscu, co było ogromną sensacją). Dopiero za tą dwójką zameldowali się faworyci - Piotr Kufrej w Nissanie oraz Wiesław Stec w Mitsubishi.
Zwycięstwo przed własną publicznością pozwoliło Gieruszczakowi na zajęcie drugiego miejsca w całych mistrzostwach, natomiast pech Herby spowodował, że w punktacji nie zmieścił się na podium.

#### Klasyfikacja generalna[3]
1. Marek Gieruszczak/Marek Skrobot (Toyota Celica GT4)
2. Krzysztof Hołowczyc/Maciej Wisławski (/N/Toyota Celica GT4)
3. Zenon Sawicki/Dariusz Dekuczyński (/N/Ford Sierra Cosworth 4x4)
4. Piotr Kufrej/Maciej Hołuj (/N/Nissan Sunny GTi-R)
5. Wiesław Stec/Jerzy Bigos (/N/Mitsubishi Galant VR4)
6. Andrzej Chojnacki/Piotr Namysłowski (/N/Ford Escort RS Cosworth)
7. Waldemar Doskocz/Jarosław Baran (/F-2/Peugeot 309 GTi 16V)
8. Bogdan Herink/Barbara Stępkowska (/F-2/Renault Clio 16S)
9. Lesław Orski/Tomasz Chmiel (/F-2/Volkswagen Golf GTi 16V)
10. Dariusz Wirkijowski/Marcin Augustyn (/N/F-2/Opel Kadett GSi 16V)

## Klasyfikacje punktowe sezonu RSMP 1993[6]
Pogrubioną czcionką wyróżniono zdobywców tytułów Mistrzów i Wicemistrzów Polski. Do punktacji końcowej zaliczane było 5 najlepszych rajdów.

### Klasyfikacja generalna kierowców[7]
Punkty w klasyfikacji generalnej przyznawano za 10 pierwszych miejsc według systemu: 20-15-12-10-8-6-5-4-3-2-1. 
| Poz. | Kierowca            | Dolnośląski | Krakowski | Elmot | Polski | F.P.Piosenki | Wisły | Karkonoski | Suma punktów |
| ---- | ------------------- | ----------- | --------- | ----- | ------ | ------------ | ----- | ---------- | ------------ |
| 1    | Paweł Przybylski    | 120         | 120       | 120   | 120    |              | 410   | NU         | 90           |
| 2    | Marek Gieruszczak   | 215         | 215       | NU    | 215    | 120          | NU    | 120        | 85           |
| 3    | Piotr Kufrej        |             | 410       | 215   | NU     | 410          | 215   | 410        | 60           |
| 4    | Robert Herba        | 58          | NU        | 312   | 74     | 215          | 120   | NU         | 59           |
| 5    | Wiesław Stec        | 11          | 312       | 58    | 312    | 6            | 312   | 58         | 52           |
| 6    | Romuald Chałas      | 312         | 58        | 410   |        | 312          | NU    | NU         | 42           |
| 7    | Krzysztof Hołowczyc | NU          | 6         | 6     | 58     | 74           | NU    | 215        | 39           |
| 8    | Waldemar Doskocz    | 6           | 12        | NU    | 83     | 92           | 74    | 74         | 19           |
| 9    | Bogdan Herink       |             | 83        | 74    | NU     | 58           | NU    | 83         | 18           |
| 10   | Zenon Sawicki       | 101         | 11        | 92    | 92     | 11           | NU    | 312        | 17           |
| 11   | Saulius Girdauskas  |             |           | 83    | 410    | 83           |       |            | 16           |
| 12   | Andrzej Chojnacki   |             |           |       | 18     |              | 58    | 6          | 14           |
| 13   | Dariusz Wirkijowski | NU          | 101       |       | 6      |              | 6     | 101        | 14           |
| 14   | Fredrik Donner      | 410         | NU        | NU    |        | 17           |       |            | 10           |
| 15   | Lesław Orski        | 83          | 74        | 11    | 11     | 14           | NU    | 92         | 9            |
| 16   | Grzegorz Skiba      | 92          | 92        | NU    | 101    |              | 83    | NU         | 8            |
| 17   | Robert Kępka        | 74          | NU        | NU    |        |              |       |            | 4            |
| 18   | Paweł Noakowski     |             |           |       |        |              | 92    |            | 2            |
| 19   | Marek Sadowski      | 12          |           | 12    | NU     | 101          |       | NU         | 1            |
| 20   | Piotr Świeboda      | 13          | 13        | 14    | NU     | 13           | 101   | 11         | 1            |
| 21   | Cezary Fuchs        | 14          |           | 101   | NU     |              | NU    | 17         | 1            |
| Poz. | Kierowca            | Dolnośląski | Krakowski | Elmot | Polski | F.P.Piosenki | Wisły | Karkonoski | Suma punktów |

| Kolor     | Opis                   |
| --------- | ---------------------- |
| Złoty     | Zwycięzca              |
| Srebrny   | 2. miejsce             |
| Brązowy   | 3. miejsce             |
| Zielony   | Punktowane miejsce     |
| Niebieski | Ukończył nie punktował |
| Fioletowy | Nie ukończył NU        |
| Czarny    | Wykluczony X           |
| Biały     | Nie wystartował NW     |
| Puste     | Nie brał udziału       |

### Klasyfikacja grupy N[8]
Grupa N - Samochody turystyczne wyprodukowane w ilości co najmniej 2500 egzemplarzy w ciągu kolejnych 12 miesięcy. Prawie całkowity zakaz przeróbek mających na celu poprawienie osiągów samochodu. Punkty w grupie N przyznawano za 6 pierwszych miejsc według systemu: 9-6-4-3-2-1.
| 1  | Robert Herba/Artur Skorupa          | 33 |
| 2  | Piotr Kufrej/Maciej Hołuj           | 31 |
| 3  | Wiesław Stec                        | 30 |
| 4  | Krzysztof Hołowczyc                 | 25 |
| 5  | Zenon Sawicki                       | 14 |
| 6  | Fredrik Donner (SF)/Julian Obrocki  | 9  |
| 6  | Grzegorz Skiba                      | 9  |
| 6  | Dariusz Wirkijowski                 | 9  |
| 9  | Andrzej Chojnacki/Piotr Namysłowski | 5  |
| 10 | Marek Sadowski/Jakub Mroczkowski    | 3  |

### Klasa A-10[8]
Klasa A-10 samochody gr. A powyżej 2000 cm3
| Msc | Kierowca          | Samochód            | Punkty |
| --- | ----------------- | ------------------- | ------ |
| 1   | Paweł Przybylski  | Toyota Celica GT4   | 27     |
| 2   | Marek Gieruszczak | Toyota Celica GT4   | 21     |
| 3   | Waldemar Doskocz  | Peugeot 309 GTi 16V | 16     |

### Klasa A-9[8]
Klasa A-9 samochody grupy A do 2000 cm3
| Msc | Kierowca         | Samochód                   | Punkty |
| --- | ---------------- | -------------------------- | ------ |
| 1   | Bogdan Herink    | Renault Clio 16V           | 21     |
| 2   | Lesław Orski     | Volkswagen Golf II GTi 16V | 19     |
| 3   | Waldemar Doskocz | Peugeot 309 GTi 16V        | 13     |

### Klasa A-8[8]
Klasa A-8 samochody grupy A do 1600 cm3
| Msc | Kierowca           | Samochód         | Punkty |
| --- | ------------------ | ---------------- | ------ |
| 1   | Piotr Świeboda     | Łada 2108 Samara | 42     |
| 2   | Saulius Girdauskas | Łada 2108 Samara | 27     |
| 3   | Jacek Jerschina    | Peugeot 205 GTi  | 19     |

### Klasa A-7[8]
Klasa A-7 samochody grupy A do 1000 cm3
| Msc | Kierowca         | Samochód         | Punkty |
| --- | ---------------- | ---------------- | ------ |
| 1   | Mariusz Ficoń    | Fiat Cinquecento | 27     |
| 2   | Jacek Sikora     | Fiat Cinquecento | 12     |
| 3   | Zbigniew Kotarba | FSO              | 6      |

### Klasa N-5[8]
Klasa N-5 samochody grupy N powyżej 2000 cm3
| Msc | Kierowca     | Samochód                     | Punkty |
| --- | ------------ | ---------------------------- | ------ |
| 1   | Robert Herba | Nissan Sunny GTi-R           | 33     |
| 2   | Piotr Kufrej | Nissan Sunny GTi-R           | 31     |
| 3   | Wiesław Stec | Mitsubishi Galant VR-4 Evo 2 | 30     |

### Klasa N-3[8]
Klasa N-3 samochody grupy N do 1600 cm3
| Msc | Kierowca           | Samochód               | Punkty |
| --- | ------------------ | ---------------------- | ------ |
| 1   | Janusz Damentko    | Toyota Corolla GTi 16V | 36     |
| 2   | Eugeniusz Prażmo   | Toyota Corolla GTi 16V | 31     |
| 3   | Jarosław Misiewicz | Opel Corsa GSi         | 20     |

### Puchar PZM grupa A (F2 gr. A)[8]
| Msc | Kierowca         | Samochód                   | Punkty |
| --- | ---------------- | -------------------------- | ------ |
| 1   | Waldemar Doskocz | Peugeot 309 GTi 16V        | 37     |
| 2   | Bogdan Herink    | Renault Clio 16V           | 30     |
| 3   | Lesław Orski     | Volkswagen Golf II GTi 16V | 25     |

### Puchar PZM grupa N (F2 gr. N)[8]
| Msc | Kierowca            | Samochód               | Punkty |
| --- | ------------------- | ---------------------- | ------ |
| 1   | Dariusz Wirkijowski | Opel Kadett GSi 16V    | 36     |
| 2   | Janusz Damentko     | Toyota Corolla GTi 16V | 22     |
| 3   | Eugeniusz Prażmo    | Toyota Corolla GTi 16V | 18     |

### Klasyfikacja klubowa[8]
| Msc | Zespół                        | Punkty |
| --- | ----------------------------- | ------ |
| 1   | Autoklub Rzemieślnik Warszawa | 55     |
| 2   | Automobilklub Polski          | 27     |
| 3   | Automobilklub Lubelski        | 27     |

### Klasyfikacja zespołów sponsorskich[8]
| Msc | Zespół              | Punkty |
| --- | ------------------- | ------ |
| 1   | Rafineria Gdańska   | 42     |
| 2   | Rafineria Trzebinia | 33     |
| 3   | Toyota Motor Poland | 18     |